# ابهیچرناروند بهکتویدانتسوامی پربهپاد
ابهیچرناروند بهکتویدانتسوامی پربهپاد (سانسکریت: अभयचरणारविन्द भक्तिवेदान्तस्वामी प्रभुपाद، آوانگاری: Abhayacaraṇāravinda Bhaktivēdāntasvāmī Prabhupāda, تلفظ سانسکریت: [ɐbʱɐjɐt͡ʃɐɾɐɳɑːɾɐʋɪn̪d̪ɐ bʱɐkt̪ɪʋeːd̪ɑːn̪t̪ɐs̪ʋɑːmiː pɾɐbʱupɑːd̪ɐ]; بنگالی: অভয়চরণারবিন্দ ভক্তিবেদান্ত স্বামী প্রভুপাদ) (۴ سپتامبر ۱۸۹۶ – ۱۴ نوامبر ۱۹۷۷) رهبر مذهبی هندوها بود.
وی که موسس انجمن بین‌المللی آگاهی کریشنا بوده است به عنوان یک فیلسوف و نویسنده نیز شناخته میشده است.

## نگارخانه

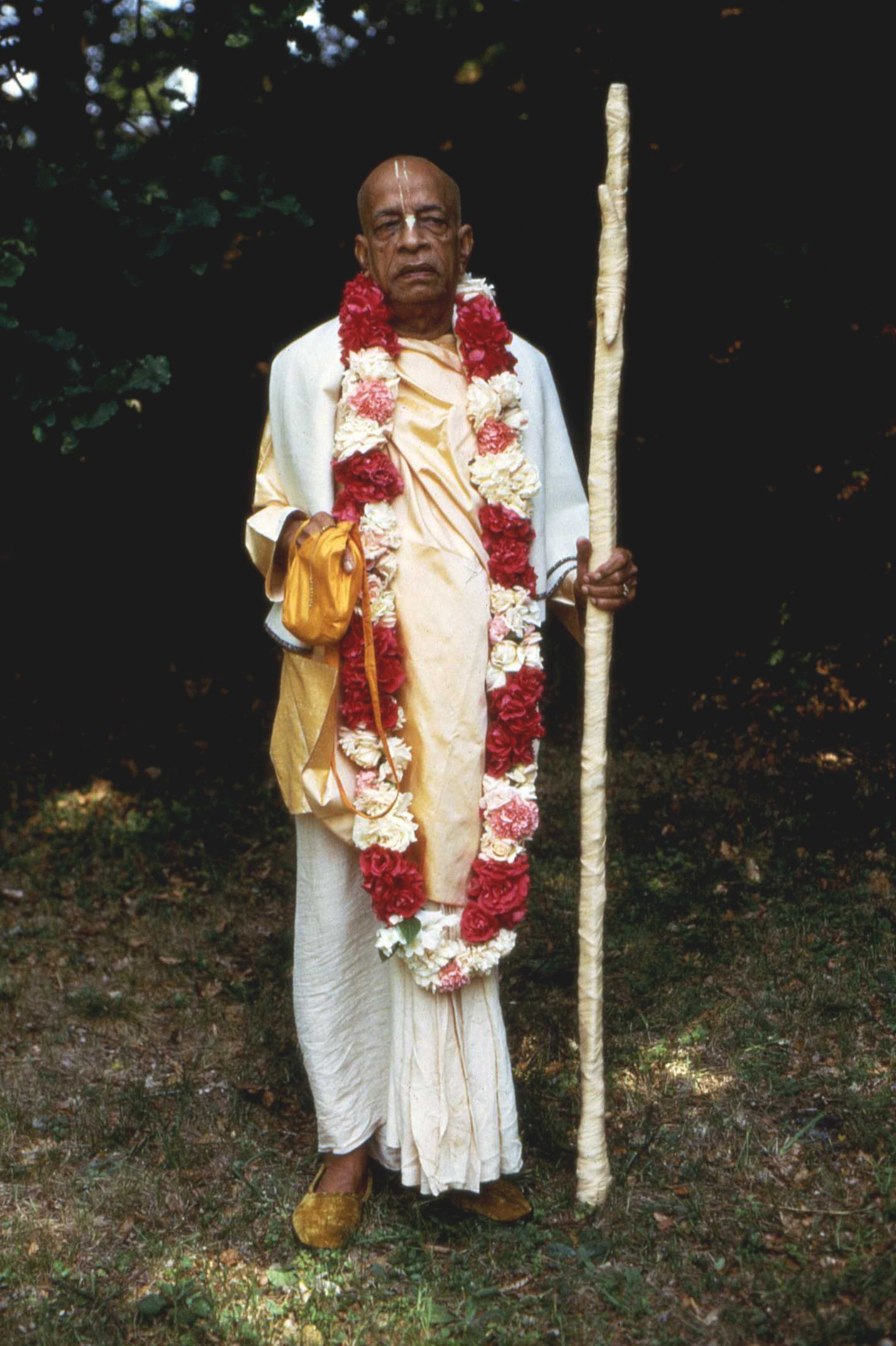